# Тангл
Тангл — это соединённые между собой цепочкой несколько секторов, каждый из которых является четвертью тора. Соединение между секторами позволяет вращаться каждому сектору отдельно от остальных, вокруг своей оси. Классический Тангл состоит из 18 секторов (в некоторых версиях — из 20), замкнутых в кольцо. Представляет собой антистресс-игрушку для людей различного возраста.
В математике также изучают абстрактную модель Тангла и её геометрические и комбинаторные свойства.

## История
Тангл изобрёл американский скульптор Ричард Завиц (Richard X. Zawitz), взяв за основу тибетский символ Бесконечного узла вечности (The Tibetan Endless Knot), символизирующий бесконечную мудрость Будды. С 1981 года в мире продано более 60 млн Танглов разных цветов и размеров.